# Джоэл, Билли
Би́лли Джо́эл (англ. Billy Joel, полное имя Уи́льям Ма́ртин Джо́эл, англ. William Martin Joel; род. 9 мая 1949, Бронкс) — американский автор-исполнитель песен и пианист, один из шести наиболее продаваемых артистов в США за всю историю страны. Обладатель шести наград «Грэмми», в том числе в таких престижных номинациях, как «альбом года» («52nd Street», 1979), «запись года» и «песня года» («Just the Way You Are», 1978).

## Биография
Билли Джоэл, внук немецкого текстильного магната Карла Йоэля (1889—1982) и брат дирижёра Александра Джоэла (род. 1971), родился в еврейской нью-йоркской семье небольшого достатка. Его отец, Говард Джоэл, работал в электрической компании, а в свободное время играл дома классику на пианино.
В четыре года Билли начал учиться игре на фортепиано. Устав от постоянных побоев на улице, он решил стать боксёром и провёл на ринге 22 успешных боя в рамках турниров «Золотые перчатки», пока ему не сломали нос в 24-м бою. 16-летнего Джоэла, хорошо игравшего на пианино, пригласили стать клавишником в дворовую команду The Echoes. Посвятив все время музыке вместо учёбы, Джоэл школу так и не окончил. С 1967 по 1969 годы играл в группе The Hassles, с которой было записано два альбома, а затем записывался с одним из её участников в составе дуэта Attila. Дуэт играл психоделический хард-рок: Билли Джоэл — на электронном органе, Джон Смолл — на ударных. Единственный одноимённый альбом Attila был записан на студии Universal, выпущен в июле 1970 года, но оказался полностью провальным и на прилавках магазинов так и не появился. 
Дуэт распался в октябре 1970 года, когда у Джоэла завязался роман с женой Смолла, Элизабет. Когда их связь раскрылась, Элизабет разорвала отношения с обоими мужчинами. Позже Элизабет и Джоэл всё же помирились и поженились в 1973 году, и тогда она стала его менеджером. Они развелись 20 июля 1982 года.
Но после временного разрыва с Элизабет Джоэл впал в серьёзную депрессию и даже выпил мебельный лак, намереваясь свести счёты с жизнью. После недельного курса лечения в психиатрической лечебнице (обязательного в случае попытки самоубийства), он заключил контракт на 10 альбомов с малоизвестным лейблом Family Productions. Впоследствии ему стоило немалых усилий освободиться от обязательств по этому контракту (логотип Family Productions присутствовал на всех последующих альбомах Джоэла с 1971 по 1987 год, а Джоэл был вынужден отчислять владельцу Family Productions 1 доллар с каждого проданного им альбома вплоть до 1987 года). В ноябре 1971 под лейблом Family Productions вышел первый сольный альбом Cold Spring Harbor, но некоторые дорожки на нём были по ошибке записаны в ускоренном формате, что делало пластинку малопригодной для прослушивания. Сама же Family Productions не торопилась продвигать альбом, и он даже не появился в крупных музыкальных магазинах. Ситуация разозлила Джоэла, и он решил прекратить все отношения со своим продюсером Арти Рипом (Artie Ripp) и владельцем Family Productions: нарушив условия контракта, тайно уехал в Лос-Анджелес, и под именем Билл Мартин (Bill Martin) на полгода устроился пианистом в местный бар «Executive Room». Впоследствии, работа в баре легла в основу текста его знаменитого хита 1973 года «Piano Man».

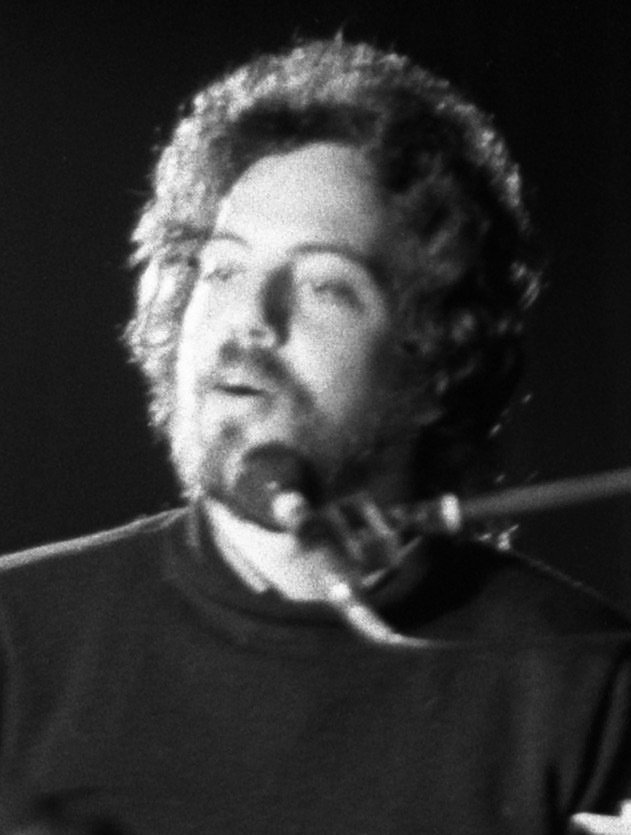

Когда песня 1972 года «Captain Jack», записанная в живом радиоконцерте, стала хитом на местной радиостанции Филадельфии WMMR, лейбл Columbia Records счёл Джоэла многообещающим автором-исполнителем, который в перспективе может составить конкуренцию Элтону Джону.
В конце 1973 года Columbia выпустила альбом Джоэла Piano Man. С годами песня стала его визитной карточкой и вошла в составленный по опросу журнала «Rolling Stone» список 500 лучших песен всех времён.
Следующий альбом Streetlife Serenade (1974) был задуман как концептуальный и содержал множество хитов, окончательно сформировавших композиторскую стилистику и вокальную манеру Джоэла.
В 1975 году, после трёх лет в Лос-Анджелесе, Джоэл вернулся в Нью-Йорк. Под влиянием этого события была написана одна из популярнейших его классических композиций — «New York State of Mind» (также хорошо известная в исполнении Барбры Стрейзанд). Песня вошла в альбом Turnstiles (1976), который Джоэл спродюсировал сам, и в записи которого впервые участвовали члены его концертной группы, а не приглашённые музыканты. Альбом достиг лишь 122-го места в Billboard 200. Но «New York State of Mind» впоследствии стала одним из неофициальных гимнов Нью-Йорка.
Осенью 1977 года Джоэл выпустил свой лучший альбом The Stranger, который разошёлся тиражом в 7 млн пластинок. Это был его первый альбом, записанный в сотрудничестве с продюсером Филом Рамоном (Phil Ramone), с которым Джоэл впоследствии сотрудничал до 1987 года.
Окончательно утвердил его в статусе суперзвезды следующий альбом — 52nd Street (1978), который провёл восемь недель на первой строчке Billboard 200. Только за первый месяц продаж разошлось 2 млн пластинок. Хотя ведущие музыкальные критики набросились на эту пластинку, обвиняя её в невыносимой пафосности, Джоэл забавлял своих поклонников, разрывая подобные рецензии на своих концертах в клочья и бросая их в толпу. Рок-критики полагали, что за запоминающейся мелодией нет подлинного содержания, а аранжировкам не хватает оригинальности.
В 1980 году Джоэл на протяжении шести недель занимал верхнюю позицию в чартах продаж с альбомом Glass Houses, который задумывался как ответ «новой волне» в музыке. В самой популярной песне этого альбома — «It’s Still Rock’n’Roll to Me», певец подтверждал приверженность рок-н-роллу 1950-х. Получив очередную «Грэмми» за лучший мужской рок-вокал, Джоэл выпустил сборник Songs in the Attic («Песни с чердака») — запись концертного исполнения ранних песен. В начале 1982 года он получил травму левой руки, попав в аварию на мотоцикле, а также развёлся с первой женой Элизабет Вебер (бывшей также его менеджером). Тем не менее, осенью 1982 года вышел концептуальный альбом The Nylon Curtain, положительно встреченный критиками.
В 1983 году Джоэл записал альбом An Innocent Man, удачно осовременив множество стилей американской музыки пятидесятых. Сингл «Tell Her About It» достиг первого места в Billboard Hot 100, в то время как в Великобритании на первое место попала «Uptown Girl» (также известна в интерпретации группы Westlife). На основные треки были сняты видеоклипы, которые регулярно находились в ротации на MTV. Следующим альбомом стал сборник лучших вещей, который подвел итоговую черту первому периоду творчества Джоэла. Сборник стал одним из самых кассовых двойных альбомов в истории США.
В 1986 году, после 3-летнего периода поисков нового звучания, выходит новый альбом The Bridge с популярным хитом «A Matter of Trust». Это был последний альбом с логотипом Family Productions и записанный под руководством продюсера Фила Рамона. В записи приняли участие Рэй Чарльз, Стив Уинвуд и Синди Лопер.

### Концерты в СССР
В 1987 году Джоэл принял приглашение Министерства культуры СССР и дал серию концертов в Советском союзе в рамках мирового тура The Bridge, став первым зарубежным исполнителем, представившим здесь полноценные стадионные шоу. Музыкант взял в поездку свою семью, надеясь «распахнуть окно» для Запада в СССР и развеять мифы о «врагах-коммунистах». В организацию и проведение гастролей музыкант вложил 2,5 млн долларов.
Джоэл выступил в Тбилиси (спонтанно, после чего у него начались проблемы с горлом), в Москве (в спорткомплексе «Олимпийский», три концерта 26, 27 и 29 июля), в Ленинграде (СКК им. Ленина, три концерта 2, 3 и 5 августа), а также принял участие в ТВ-программе «Музыкальный ринг» (исполнив, в числе прочего, песню Боба Дилана «The Times They Are a-Changin’»). Джоэл заинтересовался личностью Владимира Высоцкого и нанёс визит его родителям, а также посвятил исполнение композиции «Honesty» его памяти на одном из концертов.
Впервые в истории СССР концерт транслировался по радио на весь мир. На первом концерте в Москве, видя, что первые ряды практически не реагируют, музыкант отправился к задним рядам, которые вслед за ним двинулись к сцене. На втором концерте Джоэл (во время исполнения песни «Sometimes a Fantasy»), сорвался на осветителей из американской съёмочной группы — с криками «Stop lighting the audience!» («перестаньте светить на публику!») музыкант перевернул своё электропианино и несколько раз ударил микрофоном по роялю, продолжая исполнять песню. Зрители же хлопали в ладоши, думая, что всё это является частью шоу. Поскольку концерты снимали на камеры для будущего фильма, в зал периодически направлялись мощные прожекторы, попадая под которые, советская публика переставала танцевать и замирала, будучи уверенной, что охранники начнут выводить из зала людей. После концерта Джоэл извинился за эти «действия примадонны»:
Я был готов к трудностям, но не ожидал саботажа со стороны своей собственной команды. Они были увлечены съёмками кино, а не самим концертом. Самое смешное, что на следующий день на улице дети меня спрашивали: «Вы снова будете крушить пианино?»
Кадры переизданной версии выступлений в СССР демонстрировали полную свободу действий не только поклонников Джоэла в зале, но и самого Джоэла на сцене, где он взбирался по кулисам, «боксировал» с микрофонной стойкой, падал с разбега плашмя на рояль и в толпу, удерживавшую его на вытянутых руках в манере рок-концертов конца 80-х. Хотя Джоэл не полностью окупил стоимость поездки, он вернулся домой с триумфом, надеясь на большой культурный сдвиг в сознании советских граждан.
Живая запись ленинградского выступления легла в основу двойного альбома «Концерт» (название пишется на кириллице и в оригинале). Под впечатлением от общения с советскими людьми Джоэл написал песню «Leningrad», вошедшую в альбом 1989 года Storm Front. В 2014 году запись концертов в Ленинграде была переиздана на CD, DVD и Blu-ray дисках («A Matter of Trust — The Bridge to Russia»). Также вышел документальный фильм о поездке в СССР; фильм посвящён цирковому артисту Виктору Разинову (с ним артист познакомился и подружился) и всем советским людям.
Тур в России был, наверное, высшей точкой в моей карьере исполнителя. Я увидел людей и понял, что они нам не враги. Я также надеялся, что американцы увидят и поймут, что мы делаем. Что ты скажешь, когда твой сын или внук спросит тебя: "А что ты делал во время Холодной войны, папа?" Теперь мне есть, что ему ответить.

### 1989 — наст. время
В 1989 году Джоэл снова вернулся на первую строчку Billboard Hot 100. Его новый сингл «We Didn’t Start the Fire» представлял собой каталог ключевых имён и событий послевоенной истории. Сингл вошёл в альбом Storm Front (1-е место в США), спродюсированный совместно с Миком Джонсом (Mick Jones, группа Foreigner). Также, в записи альбома участвовала полностью обновлённая команда музыкантов, за исключением ударника Либерти Де-Витто (Liberty De-Vitto).

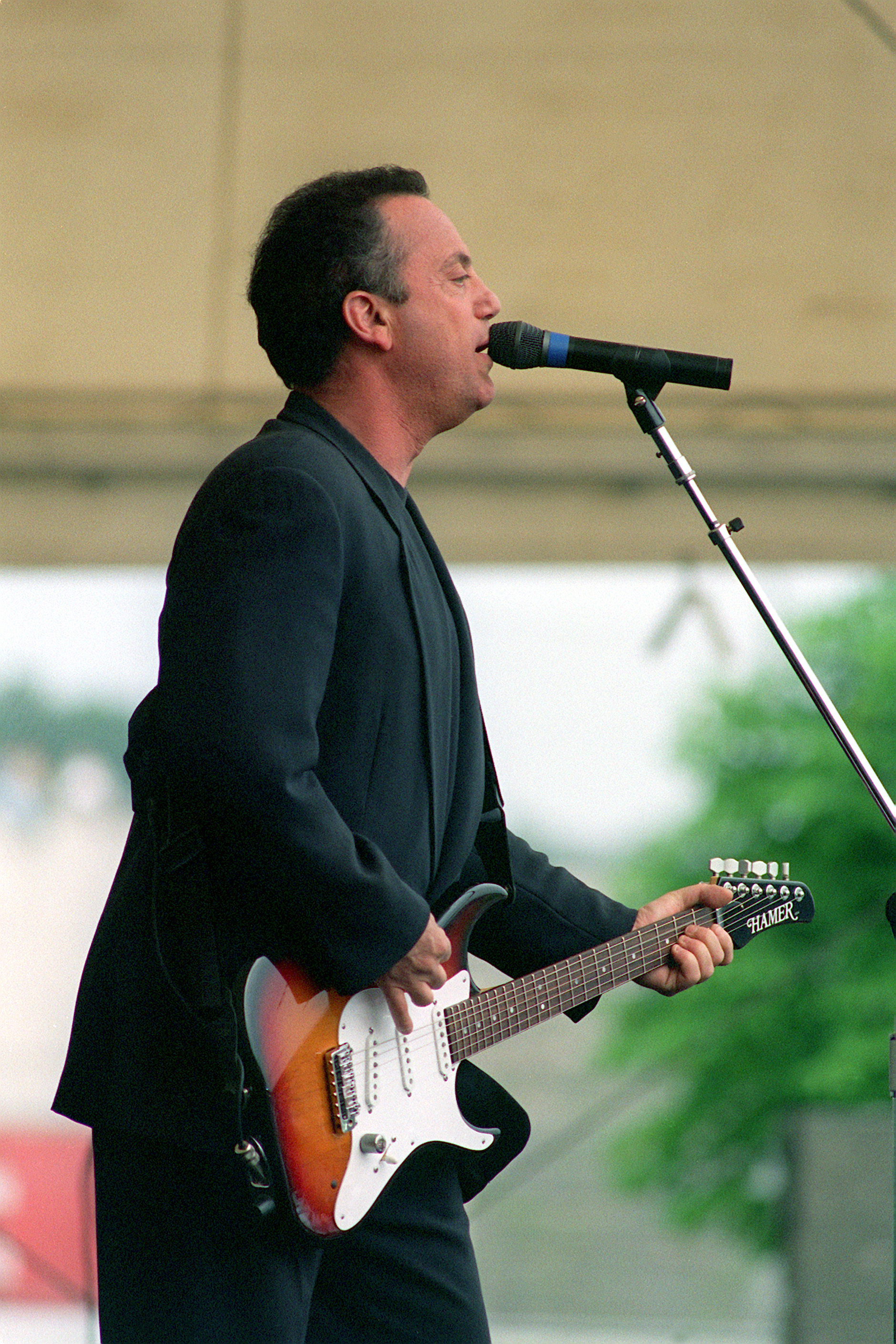
В 1994 году

Студийный альбом «River of Dreams» (1-е место в США) вышел летом 1993 года, и вновь, по желанию нового продюсера, с полностью обновлённой командой музыкантов. На этот раз пришлось уйти и ударнику Де-Витто, который воспринял увольнение с обидой (впрочем, это не помешало ему участвовать ещё в нескольких концертах Джоэла). Хотя запись удалась (особенный успех сопутствовал заглавному треку и снятому на него клипу), Джоэл объявил о том, что намерен завершить карьеру поп-музыканта и выпускать альбомы классической музыки. Между тем, время от времени появляются записи его концертов. В 1999 году Джоэла ввели в Зал славы рок-н-ролла, а на Бродвее поставили мюзикл «Movin’ Out» по одноимённой композиции из альбома 1977 года The Stranger, составленный полностью из классических номеров репертуара Джоэла.
В ночь с 1999 на 2000 год, в рамках празднования миллениума, прошёл 3-часовой концерт Джоэла в Мэдисон-сквер-гарден, часть новогоднего выступления транслировалась в прямом эфире по американскому телевидению. Впоследствии этот концерт выпущен в виде двойного альбома Night 2000 Millenium Concert. Однако фаны, сравнив пиратские записи с официальным изданием, пришли к выводу, что бо́льшая часть материала была записана на другом концерте тура или значительно отредактирована. Правка концертной записи могла объясняться большим количеством вокальных неточностей и инструментальных ошибок в выступлении. Представители музыканта отрицали внесение каких-либо изменений в финальную версию концерта.
В 2001 году вышел студийный альбом Fantasies & Delusions, где Джоэл выступил только в роли композитора. Альбом, составленный исключительно из инструментальных сочинений в стиле классической музыки рубежа XX века, был исполнен на рояле классическим музыкантом корейского происхождения Ричардом Чу (Richard Joo). По заявлению самого Джоэла, для правильного исполнения классической музыки его собственный «рок-н-рольный» стиль игры на рояле категорически не подходит, к тому же после аварии 1982 года у него так и не восстановился сломанный большой палец левой руки, поэтому для записи этого альбома был приглашён лауреат конкурса имени Стравинского.
В 2004 году звезда Билли Джоэла появилась на Аллее звёзд в Голливуде.
В 2006 году, после большого перерыва, Джоэл отправился в мировое турне в поддержку бокс-сета My Lives. В бокс-сет вошли 4 диска с ранее неизданными композициями и демозаписями. В рамках тура только в нью-йоркском Мэдисон-Сквер-Гарден было сыграно 12 концертов подряд, что стало новым рекордом зала и было отмечено специальным баннером с числом 12 на его стене. В честь события, в том же 2006 году был выпущен четвёртый по счёту двойной концертный альбом Джоэла 12 Gardens. Год также ознаменовался увольнением постоянного и бессменного ударника группы с 1975 года — Либерти Де-Витто, заменённого на Чака Бёрджи (Chuck Burgi). Отношения между Джоэлом и Де-Витто ухудшились к тому времени настолько, что в 2009 году тот подал на Джоэла в суд, потребовав части авторских гонораров за песни периода 1975—1993 годов, так как, по утверждению истца, он являлся соавтором многих мелодий и аранжировок. Де-Витто заявил, что, по требованию Джоэла, вклад в его песни музыкантов группы никогда не указывался в выходных данных альбомов, поскольку тот стремился представить свое творчество как исключительно единоличный продукт.
В 2007 году вышел юбилейный бокс-сет, посвящённый 30-летию альбома «Stranger» (1977). В бокс-сет вошли 3 диска: оригинальная версия альбома Stranger, ранее не издававшийся концерт 1977 года в Карнеги-холл, и DVD-диск с концертом 1978 года, записанным в Великобритании для «Old Grey Whistle Test», легендарной ночной программы телеканала BBC-2, выходившей с 1971 до 1988 года. Одним из первых ведущих программы был известный рок-журналист Боб Харрис, а формат выступлений подразумевал близкий контакт с публикой и импровизационность.
По поводу отсутствия новых альбомов Джоэл высказался так:
...Есть артисты, которые продолжают записываться, потому что чувствуют, что именно так они сохраняют релевантность. Но если качество их работы ухудшается, это влияет на весь их каталог. Элтон [Джон] сказал мне: “Почему бы тебе не выпускать больше альбомов?” А я сказал: “Почему бы тебе не выпускать меньше альбомов?” Я не хотел говорить: “Ты разрушаешь своё наследие”… Люди чувствуют себя обязанными. Пол Маккартни по сей день [думает]: “Должно быть актуально. Должно быть что-то новенькое. Должен быть хит”. Я перестал чувствовать себя так давным-давно.
В 2024 г. вышла первая за почти 20 лет песня «Turn the Lights Back On», которую Джоэл впервые исполнил на церемонии «Грэмми». В этом году в ходе 10-летней серии выступлений отыграл 150-й концерт в Мэдисон-сквер-гарден, которые посетили около 2 млн человек и давшие доход в более 260 млн долл. Гостевыми исполнителями на этих концертах, среди прочего, были Эксл Роуз, Джон Мейер, Оливио Родриго, Джимми Фэллон, Алекса Рэй, Пол Саймон, Майли Сайрус, Тони Беннетт, Брюс Спрингстин, Брайан Джонсон и Элвис Костелло.
В марте 2025 г. Джоэл отложил восемь предстоящих концертов, сославшись на восстановление после недавней операции и прохождения физиотерапии. В мае из-за обнаружившейся гидроцефалии нормального давления музыкант отменил предстоящие концерты, включая запланированный на этот и следующий год масштабный тур. К этому моменту последнее выступление Джоэла состоялось 22 февраля в Анкасвилле, штат Коннектикут

## Личная жизнь
Первая жена — Элизабет Вебер Смолл, ставшая музыкальным директором Джоэла. Годы брака: 1973—1982. Общих детей не было. Билли и Элизабет познакомились в период существования дуэта «Attila» (Элизабет была сестрой Гэри Вебера, клавишника группы The Hassles и женой партнера Джоэла по дуэту, ударника Джона Смолла, от которого родила сына). В 1970 году Смолл спас Джоэла от смерти, обнаружив приятеля в бессознательном состоянии. Рядом валялась пустая бутылка из-под мебельного лака, который показался депрессивному Джоэлу подходящим в тот момент средством сведения счетов с жизнью. Оправившись, Джоэл обратил благосклонный взор поэта на жену друга. По словам продюсера Джоэла, Арти Риппа, песни She’s Got a Way и She’s Always a Woman были посвящены Элизабет. Она же вдохновила Джоэла на образ официантки в песне Piano Man. После развода Джоэл подал в суд на бывшую супругу и ее родственников, также занимавшихся музыкальным бизнесом. Джоэл обвинил их в финансовых махинациях и потребовал возмещения многомиллионных убытков. Детали соглашения не разглашались.
В 1985—1994 годах был в браке с моделью Кристи Бринкли, у пары есть дочь Алекса Рэй Джоэл (родилась в 1985 году), также ставшая певицей.
В 2004—2009 годах был женат на 23-летней (к моменту бракосочетания) Кейти Ли. Самому Джоэлу исполнилось к тому времени 55 лет.
Четвертая жена — Алексис Родерик. Бракосочетание состоялось в 2017 году, однако пара была в отношениях с 2009 года. Общие дети: дочь Дэлла Роуз Джоэл родилась в 2015 году, дочь Рэми Энн Джоэл родилась в 2017 году.

## Дискография
Студийные альбомы
- 1971 — Cold Spring Harbor
- 1973 — Piano Man
- 1974 — Streetlife Serenade
- 1976 — Turnstiles
- 1977 — The Stranger
- 1978 — 52nd Street
- 1980 — Glass Houses
- 1981 — Songs in the Attic[англ.]
- 1982 — The Nylon Curtain
- 1983 — An Innocent Man
- 1986 — The Bridge
- 1989 — Storm Front
- 1993 — River of Dreams
- 2001 — Fantasies & Delusions

## Интересные факты
- В 1987 году Билли Джоэл озвучил пса Доджера в мультфильме «Оливер и компания».